# Zita Gurmai

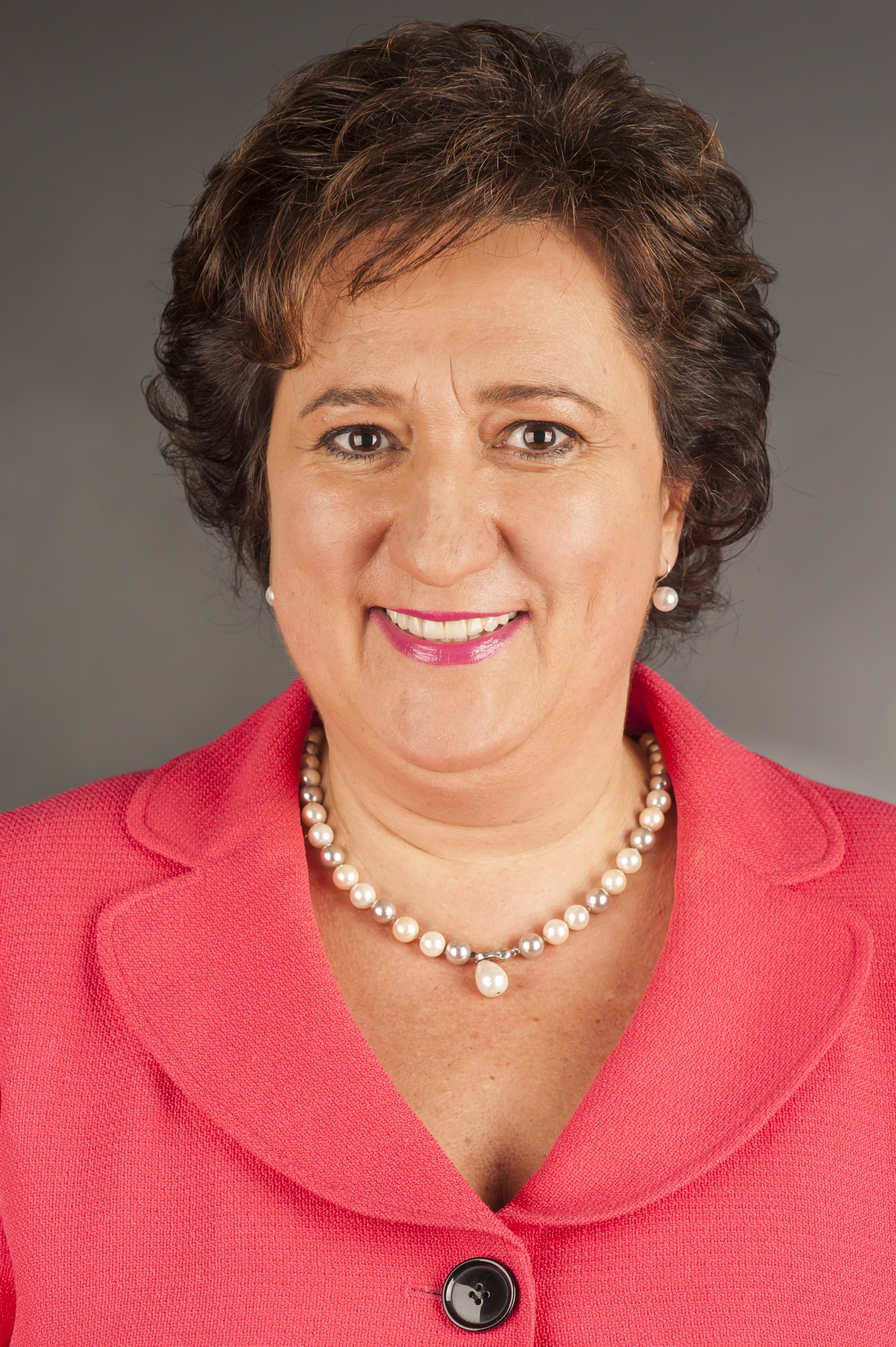
Zita Gurmai, 2014

Zita Gurmai (* 1. Juni 1965 in Budapest) ist eine ungarische Politikerin der Ungarischen Sozialistischen Partei.

## Leben
Gurmai studierte an der Corvinus-Universität Budapest. Von 2002 bis 2004 war Gurmai Abgeordnete im Ungarischen Parlament. Seit 2004 ist Gurmai Abgeordnete im Europäischen Parlament.